# Cacamacihuatl
Cacamacihuatl je bila astečka carica kao supruga cara Huitzilihuitla.
1397. ili 1398. rodila je sina Tlacaelel I., koji je postao visoki svećenik.
Bila je baka Cacamatzin i Tlilpotoncatzin.